# ラッセ・ヴィベ
ラッセ・ヴィベ（Lasse Vibe、1987年2月22日 - ）は、デンマーク・オーフス出身の元プロサッカー選手。元デンマーク代表。現役時代のポジションはフォワード。

## クラブ経歴
オーフスGFのアカデミー出身。ユースチームではキャプテンを務めたこともある。2005年8月にクラブとプロ契約を交わした。ディビジョン1（実質2部）2006–07シーズン最終節のホブロIK戦でプロデビュー。
2008年12月、出場機会を求めディビジョン2（実質3部）のFCフィンに移籍。
2010年2月、ディビジョン1に所属するFCヴェストシェランに7月の移籍内定が発表された。
2011年12月、スーペルリーガのスナユスケに移籍。
2013年6月、スウェーデンのIFKヨーテボリに移籍。2014年シーズンは全公式戦36試合で29ゴールと大爆発、チームの2位フィニッシュに貢献し自身もリーグ得点王を獲得した。この活躍から2014年のデンマーク最優秀選手賞にノミネートされたが、トッテナム・ホットスパーFCのクリスティアン・エリクセンが受賞した。
2015年7月、チャンピオンシップのブレントフォードFCに130万ユーロで移籍。2015–16シーズン開幕戦のイプスウィッチ・タウンFC戦で移籍後初出場。在籍3シーズンでリーグ戦94試合出場、36得点と活躍した。
2018年2月10日、中国サッカー・スーパーリーグの長春亜泰足球倶楽部に移籍した。移籍金は非公開。
2019年4月3日、1年契約でIFKヨーテボリに復帰した。
2019年11月4日、FCミッティランへの移籍が発表された。2020-21シーズン限りで現役を引退した。

## 代表歴
クラブではセンターフォワードとしてプレーしているが、代表戦ではウイングを務めることも多い。
2012年8月、ソナーリュースケでの活躍が評価され、デンマーク代表に初招集された。
2014年9月の親善試合・トルコ戦で初キャップ。4日後のUEFA EURO 2016予選・アルメニア戦にも出場した。翌月の同予選・アルバニア戦で初ゴール。
2016年6月にはキリンカップサッカー2016参加メンバーとして来日したが、負傷のため出場しなかった。
2016年8月、リオ・オリンピックにオーバーエージ枠で参加、チームキャプテンを務めた。4試合に出場し準々決勝でナイジェリアに敗れた。

## タイトル
フィン
- 2.ディビジョン西: 2008-09

ヨーテボリ
- スウェーデンカップ: 2014-15

ミッティラン
- デンマーク・スーペルリーガ: 2019-20

個人
- アルスヴェンスカン得点王: 2014